# Dueholms, Ørums och Vestervigs amt
Dueholms, Ørums och Vestervigs amt (danska: Dueholm, Ørum, Vestervig Amt) var ett sammansatt amt på nordvästra Jylland i Danmark. Amtet omfattade landskapet Thy, ön Mors samt ett antal mindre närliggande öar som Agerø, Jegindø och Lindholm. Det bestod av de tre amten Dueholm, Vestervig och Ørum. Utöver den gemensamma residensstaden Thisted omfattade amtet även staden Nykøbing Mors.

## Administrativ historik
Dueholms, Ørums och Vestervigs amt bildades när Danmarks län ersattes av amt 1662 och ersatte då de tre dåvarande slottslänen Dueholms län, Vestervigs län och Ørums län.
Amtet upphörde i samband med amtsreformen 1793 då det, tillsammans med en del av Åstrups, Sejlstrups och Børglums amt (Vester Hans härad), blev en del av det då nybildade Thisteds amt, som sedan till större delen blev en del av Viborgs amt i samband med kommunreformen 1970. Sedan kommunreformen 2007 tillhör större delen av området Region Nordjylland, medan en mindre del tillhör Region Mittjylland.

## Härader
Dueholms, Ørums och Vestervigs amt omfattade totalt sex härader:

### Dueholms amt (Mors)
- Morsø Nørre härad
- Morsø Sønders härad

### Vestervigs amt (Sydthy)
- Hassings härad
- Refs härad

### Ørums amt (Nordthy)
- Hillerslevs härad
- Hundborgs härad